# ハナビノオヤカタ
ハナビノオヤカタ（花火の親方）は、2001年にアルゼが開発・販売したパチスロ機である。

## 概要
『ハナビ』『大花火』『ドンチャン2』と、パチスロ中上級者どころか初心者まで巻き込んでパチスロブームの序章を作り上げた花火シリーズではあるが、実際はどのマシンも中上級者向けであった。そんな花火シリーズにビギナーを意識して登場したのが『花火の親方』である。
本機は『ドンチャン2』より後にホール導入された機種ではあるが、7.77インチの液晶ディスプレイではなくデュエルドラゴンシリーズなどに搭載された初代の液晶での登場であった。そして、本機の最大の特徴として通常21コマあるリール絵柄を20コマに減らし、1分間に70回転（通常は80回転）と速度を落とし、初心者でも目押しができるようにとアレンジされた。ただし通常は4コマまでスベリが生じるが本機は最大3コマしかスベリがないため、回転速度は遅いが意外とシビアな目押しが要求される。
液晶は『ハナビ』のリール絵柄が登場しつつも、演出でフリッパーやコンドルなどといったユニバーサル時代からの名機のキャラが登場し、初心者だけでなくオールドファンにも楽しめるようになっている。
当時は初心者をいかに取り込むかがパチスロ界の大きな課題であって、アルゼは黄金時代に人気を博したこともあって、技術介入路線（初心者に目押しの容易さ楽しさを伝える）での取り込みを目的として本機を開発したものと窺える。ところが、AT機の登場によって、押し順による小役制御がメジャーとなり「初心者を取り込む＝目押しがいらない」ということが大前提になりつつあったため、本機は失敗に終わった。そして、現在においては技術による格差ではなく知識による格差に重点を置き、リプレイはずしは容易になり要目押し小役は損失の小さいものが主となった。
熟練したプレイヤーほど通常のリール回転数（毎分80回転）が体内時計の如く正確に刻まれ、これが本機では災いとなり、初心者向けに設計されたマシンでありながら、ある意味上級者ほど目押しが困難であった。